# Low Kii Savage
Low Kii Savage (stilizzato come low kii savage) è il primo EP della cantante statunitense Kiiara, pubblicato il 22 marzo 2016.

## Tracce
1. Gold – 3:45
2. Feels – 3:02
3. Tennessee – 4:20
4. Intention – 3:49
5. Say Anymore – 2:48
6. Hang Up tha Phone – 3:40